# Basso Island
Basso Island (spanisch Arrecifes Basso und Islote Basso) ist eine kleine Insel im Archipel der Südlichen Shetlandinseln. Sie liegt in der Discovery Bay von Greenwich Island und ist mit der Südküste der Bucht über eine unterseeische Landzunge verbunden.
Kartiert wurde sie bei der Ersten Chilenischen Antarktisexpedition (1946–1947). Namensgeber ist Juan Basso Crucero, Lagerverwalter auf dem Schiff Iquique bei dieser Forschungsfahrt. Die englischsprachige Benennung ist seit 1968 etabliert und seit dem 3. November 1971 durch das UK Antarctic Place-Names Committee sowie seit 1972 durch das Advisory Committee on Antarctic Names akzeptiert.